# Trichomachimus hirsutus
Trichomachimus hirsutus är en tvåvingeart som först beskrevs av Stanley Willard Bromley 1935.  Trichomachimus hirsutus ingår i släktet Trichomachimus och familjen rovflugor. Inga underarter finns listade i Catalogue of Life.